# Anton Sprengel
Anton Sprengel (1803- 1851) fue un botánico alemán, hijo de Curt Polycarp Joachim Sprengel, del cual recibió su herbario.
Sus áreas de interés fueron las pteridofitas, fósiles, y algas.

## Algunas publicaciones[2]
- Verzeichniss der von dem allhier verstorbenen Prof. Dr. Curt Sprengel, Ritter mehrerer Orden etc., nachgelassenen ausgezeichneten Bibliothek – aus vielen Fächern der Wissenschaften, ganz besonders aber aus der Botanik, Medicin und Naturwissenschaft, wobei viele und kostbare Kupferwerke, welche den 8ten Juli d. J. nachmittags von 2 bis 6 Uhr u. f. T. in dem auf dem ssen Berlin sub Nro. 334 belegenen Auctions-Locale gegen gleich baare Zahlung öffentlich versteigert werden soll – umstehende Bedingungen bittet man zu berücksichtigen, 1834

- Anleitung zur Kenntnis aller in der Umgegend von Halle wildwachsenden phanerogamischen Gewächse, 1848
- La abreviatura «A.Spreng.» se emplea para indicar a Anton Sprengel como autoridad en la descripción y clasificación científica de los vegetales.[3]

## Literatura
- Philip John Garnock-Jones. South Pacific Plants Named by K. P. J. Sprengel in 1807. En: Taxon. 35 (1986) (1): 123–128